# Campeonato Africano de Atletismo de 2024 - Salto com vara masculino
A prova do salto com vara masculino do Campeonato Africano de Atletismo de 2024 foi disputada no dia 25 de junho, no Estádio de Japoma, em Duala, nos Camarões.

## Recordes
Antes desta competição, os recordes mundiais e do campeonato nesta prova eram os seguintes:
|                       | Nome             | Nacionalidade | Altura  | Local      | Data                 |
| --------------------- | ---------------- | ------------- | ------- | ---------- | -------------------- |
| Recorde mundial       | Armand Duplantis | Suécia        | 6m 24cm | Xiamen     | 20 de abril de 2024  |
| Recorde do campeonato | Cheyne Rahme     | África do Sul | 5m 41cm | Marraquexe | 13 de agosto de 2014 |
| Recorde africano      | Okkert Brits     | África do Sul | 6m 03cm | Colônia    | 18 de agosto de 1995 |

## Medalhistas
| Ouro                 | Prata                 | Bronze                  |
| Kyle Rademeyer (RSA) | Boubacar Diallo (MLI) | Mehdi Amar Rouana (ALG) |

## Cronograma
Todos os horários são locais (UTC+1).
| Data        | Hora  | Evento |
| ----------- | ----- | ------ |
| 25 de junho | 14:00 | Final  |

## Resultado final
A final ocorreu dia 25 de junho às 14:00.
| Posição           | Atleta            | Nacionalidade | 3.90 | 4.10 | 4.30 | 4.50 | 4.70 | 4.90 | 5.10 | 5.20 | 5.30 | 5.40 | Resultado | Notas |
| ----------------- | ----------------- | ------------- | ---- | ---- | ---- | ---- | ---- | ---- | ---- | ---- | ---- | ---- | --------- | ----- |
| Medalha de ouro   | Kyle Rademeyer    | África do Sul | –    | –    | –    | –    | –    | –    | –    | xo   | –    | xxx  | 5.20      |       |
| Medalha de prata  | Boubacar Diallo   | Mali          | –    | –    | –    | –    | xo   | o    | o    | xxx  |      |      | 5.10      |       |
| Medalha de bronze | Mehdi Amar Rouana | Argélia       | –    | –    | –    | –    | –    | –    | xo   | xxx  |      |      | 5.10      |       |
| 4                 | Valco van Wyk     | África do Sul | –    | –    | –    | –    | –    | xxx  |      |      |      |      | NM        |       |
| 5                 | Miraf Assefa      | Etiópia       | xxx  |      |      |      |      |      |      |      |      |      | NM        |       |
| 6                 | Abera Alemu       | Etiópia       | xxx  |      |      |      |      |      |      |      |      |      | NM        |       |

Legenda
| Recorde mundial       | Recorde mundial (World record)               |                       | Recorde africano                      | Recorde africano (African) |                                           | Q | Classificado por posição (Qualified) |
| Recorde do campeonato | Recorde do campeonato (Championship record)  | Recorde da América    | Recorde da América (Americas)         | q                          | Classificado por melhor tempo (Qualified) |   |                                      |
| Melhor marca do ano   | Melhor marca do ano (World leading)          | Recorde asiático      | Recorde asiático (Asian)              | DNS                        | Não largou (Did not start)                |   |                                      |
| Recorde nacional      | Recorde nacional (National record)           | Recorde europeu       | Recorde europeu (European)            | DNF                        | Não terminou (Did not finish)             |   |                                      |
| Recorde pessoal       | Recorde pessoal do atleta (Personal best)    | Recorde da Oceania    | Recorde da Oceania (Oceania)          | DSQ / DQ                   | Desclassificado (Disqualified)            |   |                                      |
| Recorde da temporada  | Recorde da temporada do atleta (Season best) | Recorde sul-americano | Recorde sul-americano (South America) | NM                         | Sem marca (No mark)                       |   |                                      |